# Kipahigan Lake
Kipahigan Lake är en sjö i Kanada.   Den ligger i provinserna Manitoba och Saskatchewan, i den centrala delen av landet, 2 100 km nordväst om huvudstaden Ottawa. Kipahigan Lake ligger 292 meter över havet. Arean är 118 kvadratkilometer. Den sträcker sig 28,2 kilometer i nord-sydlig riktning, och 17,9 kilometer i öst-västlig riktning.
I omgivningarna runt Kipahigan Lake växer i huvudsak barrskog. Trakten runt Kipahigan Lake är nära nog obefolkad, med mindre än två invånare per kvadratkilometer.